# Mimectatina iriei
Mimectatina iriei är en skalbaggsart som beskrevs av Hayashi 1984. Mimectatina iriei ingår i släktet Mimectatina och familjen långhorningar. Inga underarter finns listade i Catalogue of Life.